# Tshuapa (vattendrag)
Tshuapa är en flod i Kongo-Kinshasa, som tillsammans med Lomela bildar Busira och ibland räknas som Rukis och Busiras övre lopp. Den rinner genom provinserna Sankuru och Tshuapa, i den centrala delen av landet, 800 km nordost om huvudstaden Kinshasa. Den är segelbar från mynningen till Elingampangu, en sträcka på 825 km.